# Raphaela Folie
Raphaela Folie (ur. 7 marca 1991 w Bolzano) – włoska siatkarka, reprezentantka kraju, grająca na pozycji środkowej. 

## Sukcesy klubowe
Superpuchar Włoch:
- 2016, 2018, 2019, 2020, 2021

Puchar Włoch:
- 2017, 2020, 2021, 2022[3]

Liga Mistrzyń:
- 2021
- 2017, 2019, 2022[4], 2024[5]
- 2018

Mistrzostwo Włoch:
- 2018, 2019, 2021, 2022[6]
- 2023[7]

Klubowe Mistrzostwa Świata:
- 2019
- 2021

## Sukcesy reprezentacyjne
Puchar Świata:
- 2011

Igrzyska Śródziemnomorskie:
- 2013

Grand Prix:
- 2017

Mistrzostwa Europy:
- 2019

## Nagrody indywidualne
- 2020: MVP Superpucharu Włoch